# Еланский (городское поселение Новохопёрск)
Ела́нский — посёлок в Новохопёрском районе Воронежской области России.
Входит в состав городского поселения Новохопёрск, до ноября 2011 года входил в состав Русановского сельского поселения.

## Население
| 2005 | 2010 |
| ---- | ---- |
| 87   | ↘75  |

## Уличная сеть
В посёлке имеется одна улица: Советская.

## Экономика
В посёлке открыто месторождение никеля.